# Family First Party
Il Family First Party (FFP, letteralmente "Partito Prima la Famiglia") è stato un partito politico australiano.

## Storia
Il FFP è stato fondato nel 2002, quando Andrew Evans, pastore dell'Assemblee di Dio, fu eletto deputato del Consiglio Legislativo del Sud Australia.
Alle elezioni del 2004 il FFP ha ottenuto il 2% alla Camera e l'1,8% dei voti al Senato ed un senatore, Steve Fielding. Il FFP ha condotto una campagna alquanto dura nei confronti dei Verdi Australiani, accusandoli di essere troppo estremisti. Il FFP puntava, infatti, a raccogliere i cosiddetti "secondi voti". Nel sistema elettorale australiano, infatti, gli elettori esprimono più preferenze, indicando i partiti in ordine di gradimento. IL FFP è, infatti, riuscito ad eleggere il suo unico senatore, superando il candidato dei Verdi, proprio grazie ai "secondi voti" espressi dagli elettori che in prima battuta aveva scelto i Democratici Australiani o il Partito Laburista Australiano e che, tradizionalmente, indicano i Verdi come seconda scelta.
Il FFP è abbastanza vicino alle posizioni del Partito Democratico Cristiano, il più antico partito australiano (1974) che si definisce espressamente "cristiano", presente soprattutto nella provincia del "New South Wales", dove il FFP ha deciso alle elezioni del 2007 di non presentarsi.

## Ideologia
Il FFP è un partito ufficialmente aconfessionale, anche se è molto vicino al movimento pentecostale, in particolar modo alla chiesa Assemblee di Dio. Il FFP fa propri i "valori conservatori cristiani". Questi valori sono, nel mondo anglofono, però, non necessariamente contigui al conservatorismo politico. Il "cristianesimo conservatore", inteso come movimento religioso, fa propri i seguenti principi:
- credere nell'autorità della Bibbia, compreso il credere che la Bibbia non contenga errori;
- considerare la Resurrezione di Cristo l'evento storico per eccellenza;
- impegnarsi nell'evangelizzazione, cioè, l'annuncio a tutti gli esseri umani della Parola di Dio;
- credere nell'esistenza dell'inferno e del Paradiso;
- impegnarsi attivamente nelle opere educative e di carità.

Questi valori sono poi temperati in modo diverso a seconda della diversa appartenenza ecclesiale. I cattolici, a differenza dei protestanti, riconoscono ad esempio la Bibbia come "Parola di Dio", ma affidano ai vescovi ed ai preti il compito di "mediarne" la comprensione, così come riconoscono la teoria evoluzionistica compatibile con la tesi creazionista del mondo.
Il FFP si oppone all'eutanasia, alla pornografia, alla teoria della riduzione del danno in materie di droga, secondo la quale vanno evitate le posizioni proibizioniste, anche se punta molto sul ruolo della riabilitazione dei tossicodipendenti. Il FFP non si è espresso ufficialmente contro il riconoscimento dei diritti per gli omosessuali, ma costantemente ha esaltato il ruolo della famiglia fondata sulle unioni eterosessuali.

## Risultati
| Elezione          | Elezione | Voti    | %    | Seggi   |
| ----------------- | -------- | ------- | ---- | ------- |
| Parlamentari 2004 | Camera   | 235 315 | 2,01 | 0 / 150 |
| Parlamentari 2004 | Senato   | 210 567 | 1,76 | 1 / 40  |
| Parlamentari 2007 | Camera   | 246 798 | 1,99 | 0 / 150 |
| Parlamentari 2007 | Senato   | 204 788 | 1,62 | 0 / 76  |
| Parlamentari 2010 | Camera   | 279 330 | 2,25 | 0 / 150 |
| Parlamentari 2010 | Senato   | 267 493 | 2,10 | 0 / 76  |
| Parlamentari 2013 | Camera   | 181 820 | 1,42 | 0 / 150 |
| Parlamentari 2013 | Senato   | 149 306 | 1,11 | 1 / 40  |
| Parlamentari 2016 | Camera   | 201 222 | 1,49 | 0 / 150 |
| Parlamentari 2016 | Senato   | 191 112 | 1,38 | 1 / 76  |